# 花生四烯酸
花生四烯酸（arachidonic acid）簡稱AA或ARA，20:4Δ5c,8c,11c,14c，是一種廣泛存在於細胞膜上的ω-6脂肪酸，營養學上亦歸類為一種條件性必需脂肪酸。其含有4个碳-碳双键和1个碳-氧双键，為前列腺素合成的前體，亦是產生白三烯等炎症介質的反應底物。
在生物體內，細胞的膜結構即是ARA的主要儲存場所，其多不飽和的化學特性能夠協助調節膜流動性。在代謝層面上，ARA的動員及代謝過程構成了一大酶級聯系統。其由磷脂酶A2所啟動，原始信號經逐級轉導強化後促使細胞大量合成稱為類花生酸的信號分子，終分泌至胞外參與多種的細胞傳信過程。此脂肪酸在動員後亦或直接作為第二信使於胞內調控其他的信號轉導通路。因其代謝產物在炎症反應中的互動角色，其代謝過程是治療心血管疾病的研究方向之一。
在發育方面，足夠的ARA對腦部發展有着一定重要性。它與屬於ω-3脂肪酸的二十二碳六烯酸（DHA）同為腦部含量最高的多不飽和脂肪酸。然而兩者對相關機能的作用及機制仍有待釐清。
此脂肪酸可經人體自行合成或從食物中攝取。動物食品是其主要食物來源，當中以魚類和蛋最為豐富。而植物食品的含量普遍偏低，因此素食者需從植物油等替代來源攝取花生四烯酸。

## 化學結構及合成
在化學結構上，花生四烯酸是一個由二十個碳原子所組成而含有四個順式雙鍵的羧酸長鏈；從ω端數起，第一個雙鍵位於第六個碳原子之上。

## 生物合成及必需性
| 步驟 | 催化酶      | 中間產物                |
| ---- | ----------- | ----------------------- |
| 1    | ∆6-去飽和酶 | γ-次亞麻油酸            |
| 2    | 加長酶      | 雙同-γ-次亞麻油酸       |
| 3    | ∆5-去飽和酶 | 花生四烯酸 （最終產物） |

花生四烯酸在動物體內的合成主要在肝臟進行，由亞油酸作為底物在去飽和酶和加長酶的作用下完成轉化。受此途徑的限速酶∆6-去飽和酶的能力所限制，即使額外提升亞油酸的恆常攝取亦難以提升ARA的血漿水平。植物因欠缺相關的酶而不具備將亞油酸轉化為花生四烯酸的能力。

#### 人類
花生四烯酸對人類而言是一種條件性必需脂肪酸，在嬰兒發育階段中需要額外膳食攝取。成年人體的自行合成能力雖然一般能滿足需求，但亦存在著因基因缺失而致失去代謝能力的特殊情況。

## 食物攝取

### 攝取來源
| 來源            | 每100克含量 （mg） |
| --------------- | ------------------ |
| 肉類            |                    |
| 雞肉 （生）     | 79 - 104           |
| 豬肉 （生）     | 68 - 80            |
| 牛肉 （生）     | 24 - 40            |
|                 |                    |
| 海產類          |                    |
| 沙丁魚 （罐頭） | 160 - 190          |
| 三文魚 （生）   | 31 - 127           |
|                 |                    |
| 奶蛋類          |                    |
| 雞蛋 （生）     | 150 - 156          |
| 忌廉芝士        | 38 - 50            |
|                 |                    |

## 細胞中的儲存及釋放

### 去醯化-再醯化循環
游離ARA分子如一般游離脂肪酸般有著細胞毒性，加上其在細胞傳信過程中的生物活性，故在細胞處於穩態時一般會以甘油磷脂的酯化形式儲存在膜結構之中。此過程被稱為去醯化-再醯化循環，當中醯化即指醯基從被活化的游離脂肪酸轉移至甘油磷脂而形成酯鍵的反應。在此循環中細胞內膜上原有的甘油磷脂需先被水解，釋放出sn-2位置上的脂肪酸鏈（去醯化）以產生溶血磷脂載體。溶血磷脂再與被活化的游離脂肪酸反應（再醯化），形成新的完整甘油磷酸分子。它們隨後便會被轉移到細胞膜或各內膜上，亦有機會再進入新的循環。因再醯化步驟的酶對多不飽和脂肪酸尤其ARA等帶有選擇性，重塑後甘油磷酸的脂肪酸鏈組合一般具有更高的不對稱性，因此亦能夠影響細胞膜的流動性，使其穩態得以維持。

### 磷脂酶A2酶促水解
花生四烯酸的小量動員是細胞維持穩態的正常過程，但其大量動員一般是細胞脫離穩態的結果（如組織損傷），以藉由其細胞傳信角色推動修復穩態的機制（如炎症反應）。其自細胞膜釋放的效率取決於上述循環中去酰化步驟及再酰化步驟的平衡。去酰化步驟既使脂肪酸脫離細胞膜，再酰化步驟則令脂肪酸併入膜中。在細胞處於穩態時，主要參與去酰化步驟的酶為非鈣離子依賴亞型的磷脂酶A2（iPLA2），此條件下的再醯化步驟速率一般高於去醯化，使胞內游離脂肪酸的濃度能維持在極低水平。在需要動員游離ARA的時候，被大量活化的胞質亞型（cPLA2）則會促使此循環傾向去醯化的過程。因為其對ARA的高度選擇性，ARA便能高效地脫離細胞膜及此循環以進一步轉化為下游產物。

## 花生四烯酸級聯反應
特定胞外信號經轉導後，cPLA2便會隨之活化並轉移至細胞內膜進行水解，所釋放出的游離花生四烯酸及後會經不同代謝途徑逐步轉化成各種類花生酸。這一系列的酶促反應被稱之為‘花生四烯酸級聯反應’，所衍生的產物能參與脂質信號傳送以調節炎症反應的發展及緩解。另一方面花生四烯酸級聯反應亦涉及中樞神經系統的機能，但與其在炎症反應中的角色不同，在腦部中的花生四烯酸級聯反應更牽涉對神經元興奮性的調節及突觸傳導途徑的參與。

### 啟動機制
cPLA2作為啟動此級聯反應的效應物，與ARA的釋放以及下游產物產量的調控息息相關。其活化需通過胞內鈣離子對N端一個C2結構域的結合以及由MAPK所介導在 Ser-505 殘基上的磷酸化等信號轉導機制共同促成。這些機制在炎性反應的過程中能由一系列不同的第一信使和炎性刺激物所觸發，包括病原體上的病原相關分子模式（PAMP），由被活化的免疫細胞所大量分泌的胞外ATP，以及組織胺和緩激肽等G蛋白偶聯受體（GPCR）的激動劑。它們分別結合到類鐸受體（TLR4），嘌呤受體（P2X7/P2Y2），和不同G蛋白偶聯受體。前兩者啟動MAPK/ERK途徑以磷酸化絲胺酸殘基。而GPCR則先啟動Gαq途徑以活化磷脂酶C，再分別啟動MAPK/ERK途徑及提升胞內鈣離子的濃度。經此連串信號傳遞cPLA2得以完成活化。

### 合成過程

#### 炎症反應
|              | 炎症介導中的級聯反應 |               |                |                         |                         |                      |                      |                      |                         |                            |
| 通路         | 環氧合酶             | 環氧合酶      | 環氧合酶       | 環氧合酶                | 脂氧合酶                | 脂氧合酶             | 脂氧合酶             | 脂氧合酶             | 細胞色素P450            | 細胞色素P450               |
| 中間產物     | 前列腺素H2           | 前列腺素H2    | 前列腺素H2     | 前列腺素H2              | 羥過氧化二十碳四烯酸    | 羥過氧化二十碳四烯酸 | 羥過氧化二十碳四烯酸 | 羥過氧化二十碳四烯酸 | -                       | -                          |
| 類別         | 前列腺素             | 前列腺素      | 前列腺素       | 血栓素                  | 白三烯                  | 白三烯               | 脂氧素               | 羥基二十碳四烯酸     | 羥基二十碳四烯酸        | 環氧化二十碳三烯酸         |
| 信號分子     | D2                   | E2            | I2（前列環素） | A2、B2                  | B4                      | C4、D4、E4、F4       | A4、B4               | 5-、12-、15-         | 16-、17-、18-、19-、20- | 5,6-、8,9-、11,12-、14,15- |
| 作用         | 血管舒張             | 發燒/子宮收縮 | 抑制血小板凝集 | 血管收縮/促進血小板凝集 | 促進血管滲透性/炎症應答 | 血管收縮/炎症應答    | 緩解炎症反應         | 促進炎症反應         | 血管收縮                | 血管舒張/緩解炎症反應      |
| 主要合成場所 | 肥大細胞             | 腎臟          | 內皮細胞       | 肥大細胞                | 肥大細胞                | 肺泡巨噬細胞         | 跨細胞合成           | -                    | 腎臟                    | 腎臟                       |

由於不同種的細胞各會表達特定的合成酶，較複雜的類花生酸分子需要各種細胞的配合才能完成合成。在炎症反應的發展過程中，於患處聚集的免疫細胞會通過代謝中間產物的跨細胞運輸，來合成較複雜的類花生酸分子。

#### 中樞神經系統
|              | 腦部中的級聯反應         |                       |
| 底物         | N-花生四烯醯磷脂醯乙醇胺 | 2-花生四烯醯磷脂      |
| 產物         | 花生四烯乙醇胺           | 2-花生四烯醯甘油      |
| 作用         |                          |                       |
| 主要合成場所 | 神經細胞/神經膠質細胞    | 神經細胞/神經膠質細胞 |

在中樞神經系統中花生四烯酸亦會被轉化為花生四烯乙醇胺和2-花生四烯酸甘油酯等兩種內源性大麻素，作用於大麻素受體以調控突觸傳導過程。

## 第二信使角色
花生四烯酸除了經由其脂類代謝產物參與炎症反應及突觸傳導的調節外，亦能直接作為第二信使以發揮作用。

## 外部連結
- Arachidonic Acid at acnp.org
- 醫學主題詞表（MeSH）：Arachidonic+Acid